# Geografia Danemarcei

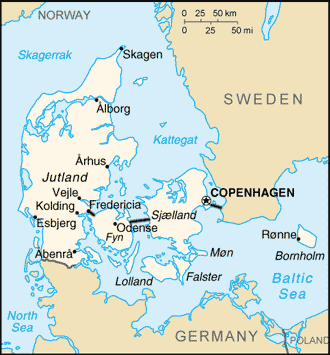
Harta Danemarcei

Danemarca este o țară nordică aflată în Europa de Nord. Este constituită din peninsula Iutlanda (Jylland) și 443 insule care au primit nume. Dintre acestea, 76 nu sunt locuite. Cele mai mari insule sunt Zealand (Sjælland) și Funen (Fyn). Insula Bornholm se află mai la est de restul țării, în Marea Baltică. Multe dintre insulele mai mari sunt legate prin poduri; Podul Oresund leagă Zealand de Suedia, Marele pod al centurii leagă Funen de Zealand, și Micul pod al centurii leagă Iutlanda de Funen.  Feriboturile fac legătura cu insulele mai mici.
Țara este în cea mai mare parte plată, cu mici zone înalte, cel mai înalt punct natural fiind Møllehøj, la 170,86 de metri. Alte dealuri în aceași zonă, la sud-est de Århus sunt Yding Skovhøj cu 170,86 metri înălțime și Ejer Bavnehøj cu 170,77 metri. Suprafața apelor interne este de 210 km² (Danemarca de Est), respectiv 490 km² (Danemarca de Vest).
Climatul este temperat, cu ierni blânde și veri răcoroase. Iernile nu sunt deosebit de friguroase, având temperaturi medii în jur de 0,5 °C, iar verile sunt răcoroase, cu medii de 16 °C. Vântul suflă foarte des, fiind mai puternic pe timpul iernii și mai slab vara. Danemarca are, în medie, 170 de zile ploioase pe an, cele mai puternice ploi apărând în lunile septembrie, octombrie și noiembrie.
Orașele principale sunt capitala Copenhaga (pe Zealand), Aarhus, Aalborg (în Iutlanda) și Odense (pe Funen).